# Goeppertia
Goeppertia é um género de plantas da família Marantaceae, cujo nome é uma homenagem ao botânico Heinrich Göppert.
É nativa na zona entre o México e a América tropical, tendo 243 espécies:
- Goeppertia ackermannii
- Goeppertia acuminata
- Goeppertia aemula
- Goeppertia affinis
- Goeppertia albertii
- Goeppertia albovaginata
- Goeppertia allenii
- Goeppertia allouia
- Goeppertia altissima
- Goeppertia amazonica
- Goeppertia angustifolia
- Goeppertia annae
- Goeppertia applicata
- Goeppertia argyraea
- Goeppertia argyrophylla
- Goeppertia arrabidae
- Goeppertia atropurpurea
- Goeppertia attenuata
- Goeppertia bachemiana
- Goeppertia bantae
- Goeppertia baraquinii
- Goeppertia barbata
- Goeppertia basiflora
- Goeppertia bellula
- Goeppertia brasiliensis
- Goeppertia brevipes
- Goeppertia brunnescens
- Goeppertia buchtienii
- Goeppertia burle-marxii
- Goeppertia cannoides
- Goeppertia capitata
- Goeppertia caquetensis
- Goeppertia carolineae
- Goeppertia cataractarum
- Goeppertia chimboracensis
- Goeppertia chrysoleuca
- Goeppertia cinerea
- Goeppertia cleistantha
- Goeppertia clivorum
- Goeppertia coccinea
- Goeppertia colombiana
- Goeppertia colorata
- Goeppertia communis
- Goeppertia comosa
- Goeppertia compacta
- Goeppertia concinna
- Goeppertia concolor
- Goeppertia contrafenestra
- Goeppertia coriacea
- Goeppertia crocata
- Goeppertia cuneata
- Goeppertia curaraya
- Goeppertia cyclophora
- Goeppertia cylindrica
- Goeppertia densa
- Goeppertia dicephala
- Goeppertia dilabens
- Goeppertia dodsonii
- Goeppertia donnell-smithii
- Goeppertia dorothyae
- Goeppertia dressleri
- Goeppertia dryadica
- Goeppertia eburnea
- Goeppertia ecuadoriana
- Goeppertia effusa
- Goeppertia eichleri
- Goeppertia elegans
- Goeppertia elliptica
- Goeppertia enclitica
- Goeppertia erecta
- Goeppertia eximia
- Goeppertia exscapa
- Goeppertia fasciata
- Goeppertia fatimae
- Goeppertia flavescens
- Goeppertia foliosa
- Goeppertia fragilis
- Goeppertia fucata
- Goeppertia gandersii
- Goeppertia gardneri
- Goeppertia gloriana
- Goeppertia gordonii
- Goeppertia grandis
- Goeppertia granvillei
- Goeppertia grazielae
- Goeppertia guianensis
- Goeppertia gymnocarpa
- Goeppertia hammelii
- Goeppertia hieroglyphica
- Goeppertia humilis
- Goeppertia hylaeanthoides
- Goeppertia incompta
- Goeppertia indecora
- Goeppertia inocephala
- Goeppertia insignis
- Goeppertia jagoriana
- Goeppertia jocosa
- Goeppertia joffilyana
- Goeppertia kappleriana
- Goeppertia kegeljanii
- Goeppertia killipii
- Goeppertia kummeriana
- Goeppertia laetevirens
- Goeppertia lagoagriana
- Goeppertia lanata
- Goeppertia lancifolia
- Goeppertia lasiophylla
- Goeppertia lasseriana
- Goeppertia latifolia
- Goeppertia legrelleana
- Goeppertia leonia
- Goeppertia leonoriae
- Goeppertia leucostachys
- Goeppertia libbyana
- Goeppertia liesneri
- Goeppertia lietzei
- Goeppertia lindbergii
- Goeppertia lindeniana
- Goeppertia lindmanii
- Goeppertia littoralis
- Goeppertia loeseneri
- Goeppertia longibracteata
- Goeppertia longiflora
- Goeppertia longipetiolata
- Goeppertia louisae
- Goeppertia lucianii
- Goeppertia maasiorum
- Goeppertia macilenta
- Goeppertia macrosepala
- Goeppertia majestica
- Goeppertia makoyana
- Goeppertia mandioccae
- Goeppertia mansoi
- Goeppertia marantifolia
- Goeppertia martinicensis
- Goeppertia matudae
- Goeppertia mediopicta
- Goeppertia mendesiana
- Goeppertia metallica
- Goeppertia micans
- Goeppertia microcephala
- Goeppertia mirabilis
- Goeppertia misantlensis
- Goeppertia mishuyacu
- Goeppertia modesta
- Goeppertia monophylla
- Goeppertia multicincta
- Goeppertia neblinensis
- Goeppertia neoviedii
- Goeppertia nidulans
- Goeppertia nigricans
- Goeppertia nigrocostata
- Goeppertia nitidifolia
- Goeppertia nobilis
- Goeppertia oblonga
- Goeppertia orbifolia
- Goeppertia ornata
- Goeppertia ovandensis
- Goeppertia ovata
- Goeppertia pachystachya
- Goeppertia pacifica
- Goeppertia pallidicosta
- Goeppertia panamensis
- Goeppertia paucifolia
- Goeppertia pavonii
- Goeppertia pavonina
- Goeppertia pearcei
- Goeppertia peregrina
- Goeppertia peruviana
- Goeppertia petersenii
- Goeppertia picturata
- Goeppertia pittieri
- Goeppertia plicata
- Goeppertia poeppigiana
- Goeppertia porphyrocaulis
- Goeppertia portobelensis
- Goeppertia praecox
- Goeppertia prolifera
- Goeppertia propinqua
- Goeppertia pruinata
- Goeppertia pseudoveitchiana
- Goeppertia pulchella
- Goeppertia pumila
- Goeppertia regalis
- Goeppertia reginae
- Goeppertia rhizanthoides
- Goeppertia robin-fosteri
- Goeppertia robiniae
- Goeppertia rodeckiana
- Goeppertia roseobracteata
- Goeppertia roseopicta
- Goeppertia rossii
- Goeppertia rufibarba
- Goeppertia sanderiana
- Goeppertia saxicola
- Goeppertia schunkei
- Goeppertia sciuroides
- Goeppertia selbyana
- Goeppertia sellowii
- Goeppertia silvicola
- Goeppertia silvosa
- Goeppertia singularis
- Goeppertia soconuscum
- Goeppertia sophiae
- Goeppertia sousandradeana
- Goeppertia sphaerocephala
- Goeppertia splendida
- Goeppertia squarrosa
- Goeppertia standleyi
- Goeppertia steyermarkii
- Goeppertia straminea
- Goeppertia stromanthifolia
- Goeppertia subtilis
- Goeppertia tinalandia
- Goeppertia trichoneura
- Goeppertia truncata
- Goeppertia tuberosa
- Goeppertia ucayalina
- Goeppertia ulotricha
- Goeppertia umbrosa
- Goeppertia undulata
- Goeppertia ursina
- Goeppertia vaginata
- Goeppertia varians
- Goeppertia variegata
- Goeppertia veitchiana
- Goeppertia velutina
- Goeppertia venusta
- Goeppertia verapax
- Goeppertia verecunda
- Goeppertia villosa
- Goeppertia vinosa
- Goeppertia violacea
- Goeppertia virginalis
- Goeppertia wallisii
- Goeppertia warszewiczii
- Goeppertia whitei
- Goeppertia widgrenii
- Goeppertia williamsii
- Goeppertia wiotii
- Goeppertia yoshida-arnsiae
- Goeppertia zebrina
- Goeppertia zingiberina